# Spalax
Genre
Spalax est un genre de rongeurs de la famille des Spalacidés, comprenant les rats-taupes d'Ukraine, appelés aussi souris-taupe.
La composition de ce genre semble remise en cause par les études chromosomiques entreprises sur ce type d'animaux au cours des années 1980.

## Liste des espèces
Selon Mammal Species of the World (version 3, 2005)  (31 mai 2016) et ITIS (31 mai 2016) :
- Spalax arenarius Reshetnik, 1939
- Spalax carmeli Nevo, Ivanitskaya and Beiles, 2001
- Spalax ehrenbergi Nehring, 1898
- Spalax galili Nevo, Ivanitskaya and Beiles, 2001
- Spalax giganteus Nehring, 1898
- Spalax golani Nevo, Ivanitskaya and Beiles, 2001
- Spalax graecus Nehring, 1898
- Spalax judaei Nevo, Ivanitskaya and Beiles, 2001
- Spalax leucodon Nordmann, 1840
- Spalax microphthalmus Guldenstaedt, 1770
- Spalax nehringi (Satunin, 1898)
- Spalax uralensis Tiflov and Usov, 1939
- Spalax zemni (Erxleben, 1777)